# Gheorghe Gruia
Gheorghe Gruia Marinescu (Bucarest, 2 de noviembre de 1940-Ciudad de México, 9 de diciembre de 2015) fue un balonmanista rumano olímpico en los Juegos Olímpicos de Múnich 1972.

## Biografía
Nacido en Bucarest, se convirtió, junto a la selección de balonmano de Rumania en campeón del mundo en el Campeonato Mundial de Balonmano Masculino de 1964, y de nuevo ganador en el Campeonato Mundial de Balonmano Masculino de 1970, en el que fue el segundo máximo goleador del torneo. Dos años después participó en los Juegos Olímpicos de Múnich 1972, donde quedó en tercera posición tras Yugoslavia y Checoslovaquia y por lo tanto consiguió la medalla de bronce, siendo el máximo goleador tras 37 goles.  La Federación Internacional de Balonmano lo nombró el «El mejor balonmanista de todos los tiempos» en 1992. Emigró a México a mediados de la década de los 70 donde se desempeñó durante años como entrenador del equipo representativo de balonmano de la UNAM, convirtiéndose en uno de los grandes difusores de dicho deporte en México. Falleció el 9 de diciembre de 2015 en Ciudad de México a los 75 años de edad tras un ataque al corazón.

## Palmarés

### Steaua de Bucarest
- Liga de Rumania  (8): 1963, 1967, 1968, 1969, 1970, 1971, 1972, 1973
- Liga de Campeones de la EHF (1): 1968

### Selección nacional

#### Campeonato del Mundo
- Medalla de oro en el Campeonato Mundial de 1964
- Medalla de oro en el Campeonato Mundial de 1970
- Medalla de bronce en el Campeonato Mundial de 1967

#### Juegos Olímpicos
- Medalla de bronce en los Juegos Olímpicos de Múnich 1972

### Distinciones individuales
- El mejor balonmanista de todos los tiempos (1992)[4]